# جب جاسم
جب جاسم قرية سوريّة تتبع إداريّاً لمحافظة حلب منطقة السفيرة ناحية خناصر، بلغ تعداد سكانها 211 نسمة حسب التعداد السكاني لعام 2004.